# Jónsbók

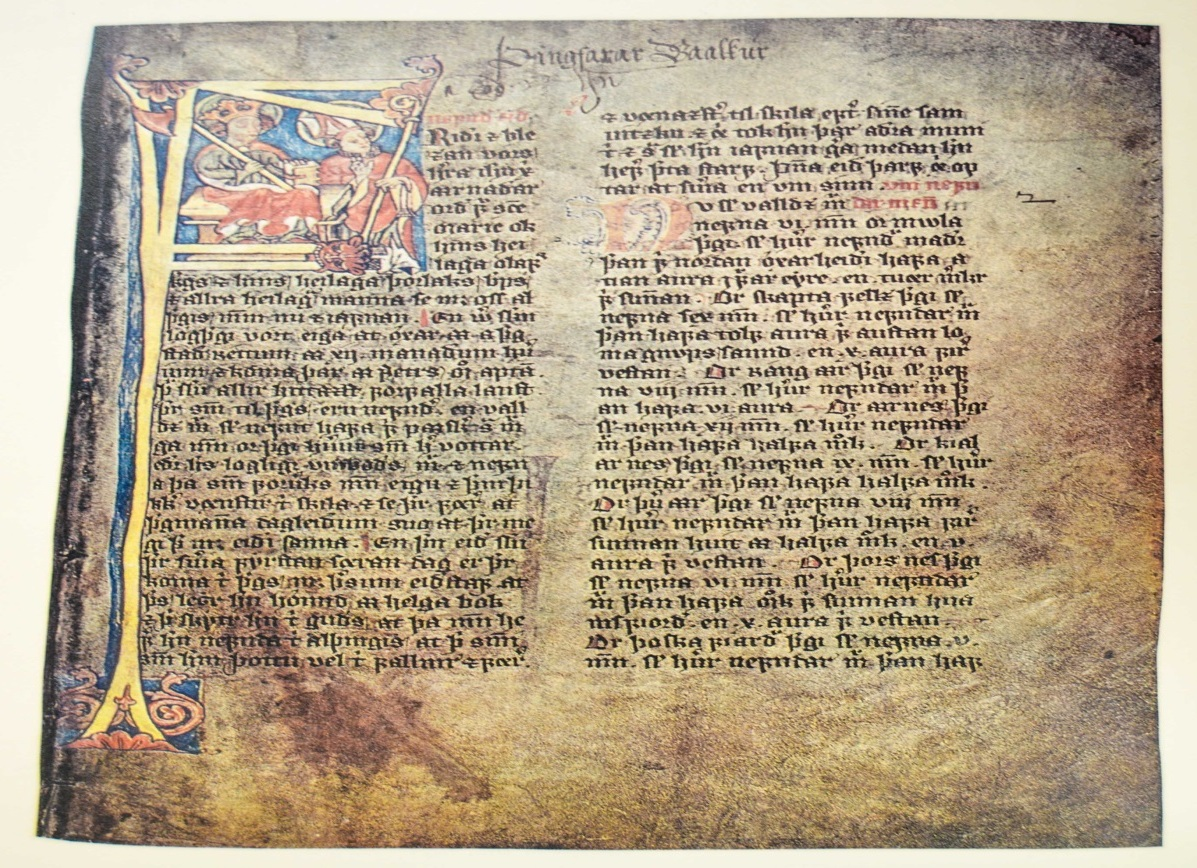
Jonsbok MS AM 351 Fol

Jónsbók kallas den ännu i vissa fall gällande isländska landslagen, som författades på föranstaltande av norske kungen Magnus Lagaböter. Den blev likväl först efter kungens död, 1280, överförd till Island av lagmannen Jón Einarsson (född omkring 1230, död 1306, lagsagoman 1269-70, lagman över syd- och östlandet 1277-94), som väl i huvudsak utarbetade lagboken och efter vilken den fick sitt namn. Följande året blev lagen, med undantag av några få kapitel, antagen av alltinget, fastän motvilligt, då dess straffbestämmelser var ytterligt hårda. Både i form och innehåll ansluter den sig nära till kung Magnus norska landslag, ehuru Jónsbók i högre grad än sin närmaste föregångare, Járnsíða, tog vederbörlig hänsyn till den äldre isländska rättsutvecklingen. Genom sin rikhaltighet, klarhet och reda skiljer den sig fördelaktigt från "Järnsidan". Jónsbók trycktes 1576, i Hólar, översattes till danska 1763 och är senare utgiven av Sveinn Skúlason (Akureyri 1858) samt i ”Norges gamle Love" IV (1885), och av Ólafur Halldórsson (1904).